# Конрад фон Брокдорф-Алефелд
Конрад Юлиус Ернст фон Брокдорф (на немски: Conrad Julius Ernst Graf von Brockdorff; * 24 юни 1886, Перлеберг; † 11 януари 1959, Ашеберг, Шлезвиг-Холщайн) е граф от род фон Брокдорф.

## Произход
Той е гоемият син на граф Ернст Фридрих Карл фон Брокдорф (1854 – 1931) и Елизабет фон Ягов (1861 – 1953), дъщеря на пруския политик и юрист Юлиус фон Ягов (1825 – 1897) и Текла Мария фон Виламовиц-Мьолендорф. Дядо му граф Конрад Фридрих Готлиб фон Брокдорф-Алефелд (1823 – 1909) е осиновен през 1837 г. от граф Конрад Кристоф фон Алефелд (1768 – 1853) и веднага се нарича фон Брокдорф-Алефелд.
Брат е на Валтер Курт Тило фон Брокдорф (1887 – 1943) и на Кай Лоренц фон Брокдорф (1894 – 1915).

## Фамилия
Конрад Юлиус Ернст фон Брокдорф-Алефелд се жени на 29 януари 1913 г. за Августа фон Гаденщет (* 7 юли 1893, Фолкерсхайм; † 20 септември 1976, Ашеберг). Те имат един син и четири дъщери:
- Ернст Албрехт фон Брокдорф (* 26 октомври 1913; † 14 декември 1943)
- Елизабет Виктория Маргарета фон Брокдорф (* 6 март 1915)
- Урсула Бенедикта фон Брокдорф (* 10 октомври 1918)
- Ирмела Шарлота фон Брокдорф (* 25 април 1922)
- Роземари фон Брокдорф (* 25 август 1929)